# アヤメ
アヤメ（菖蒲、文目、綾目、学名:Iris sanguinea）は、アヤメ科アヤメ属の多年草である。病気を治す薬としても使われる。

## 概要
日本では北海道から九州まで分布する。海外では朝鮮半島、中国東北部、シベリア東部に分布する。アヤメの多くが山野の草地や日当たりの良い草地に自生している。生育は比較的乾燥している場所を好む。アヤメ属の他の種別であるノハナショウブやカキツバタのように湿地に生えることは、まれである。葉は直立し、高さ40-60cm程度。葉幅はハナショウブやカキツバタに比べると狭い。5月頃に径8cmほどの紺色の花を1-3個付ける。花形は主に三英花（外側の大きな花弁が3枚）である。花弁の付け根には網目模様がある。この外花被片（前面に垂れ下がった花びら）の網目模様が特徴で、本種の和名の元になっている。花茎は分岐しない。
アヤメ類の総称として、同じアヤメ属だがアヤメ以外の種別にあたるハナショウブやカキツバタを含めて、アヤメと呼称する習慣が一般的に広まっている（施設名、創作物など）。特にハナショウブの別名は「はなあやめ」と呼ばれているため、アヤメと呼んでも間違いには当たらない。
古くはショウブ科のショウブを「アヤメグサ」と指した時代もあった。
花札では5月の絵柄として、「菖蒲に八橋」、「菖蒲に短冊」、カス2枚が描かれる。

## 見分け方
堀切菖蒲園には、アヤメ・カキツバタ・ハナショウブの見分け方として、次の記述の掲示がある（2005年6月現在）。
| 種別         | 花の色                   | 葉         | 花の特徴                                | 適地                 | 開花期          |
| ------------ | ------------------------ | ---------- | --------------------------------------- | -------------------- | --------------- |
| アヤメ       | 紫、まれに白             | 主脈不明瞭 | 網目模様 外側の花びらに黄色い模様がある | 乾いた所に育つ       | 5月上旬から中旬 |
| カキツバタ   | 青紫のほか紫、白、紋など | 主脈細小   | 網目なし                                | 水中や湿った所に育つ | 5月中旬から下旬 |
| ハナショウブ | 紅紫、紫、絞、覆輪など   | 主脈太い   | 網目なし 花の色はいろいろある           | 湿った所に育つ       | 6月上旬から下旬 |

外花被片の模様での見分け方
| 種別         | 花の特徴                                          | 画像 |
| ------------ | ------------------------------------------------- | ---- |
| アヤメ       | 外花被片に網目模様がある                          |      |
| カキツバタ   | 外花被片に網目模様なし 外花被片に白い斑紋がある   |      |
| ハナショウブ | 外花被片に網目模様なし 外花被片に黄色い斑紋がある |      |

なお、「いずれアヤメかカキツバタ」という慣用句がある。どれも素晴らしく優劣はつけがたいという意味であるが、見分けがつきがたいという意味にも用いられる。

## 毒性
- 成分 - イリジェニン、イリジン、テクトリジン
- 部位 - 全草、根茎、樹液
- 症状 - 皮膚炎、嘔吐、下痢、胃腸炎

## 自治体の花
- 長万部町 - 北海道
- 長井市 - 山形県
- 多賀城市 - 宮城県
- 会津美里町 - 福島県
- 鏡石町 - 福島県
- 潮来市 - 茨城県
- 新発田市 - 新潟県
- 東郷町 - 愛知県
- 都城市 - 宮崎県
- 日田市 - 大分県

## 名所

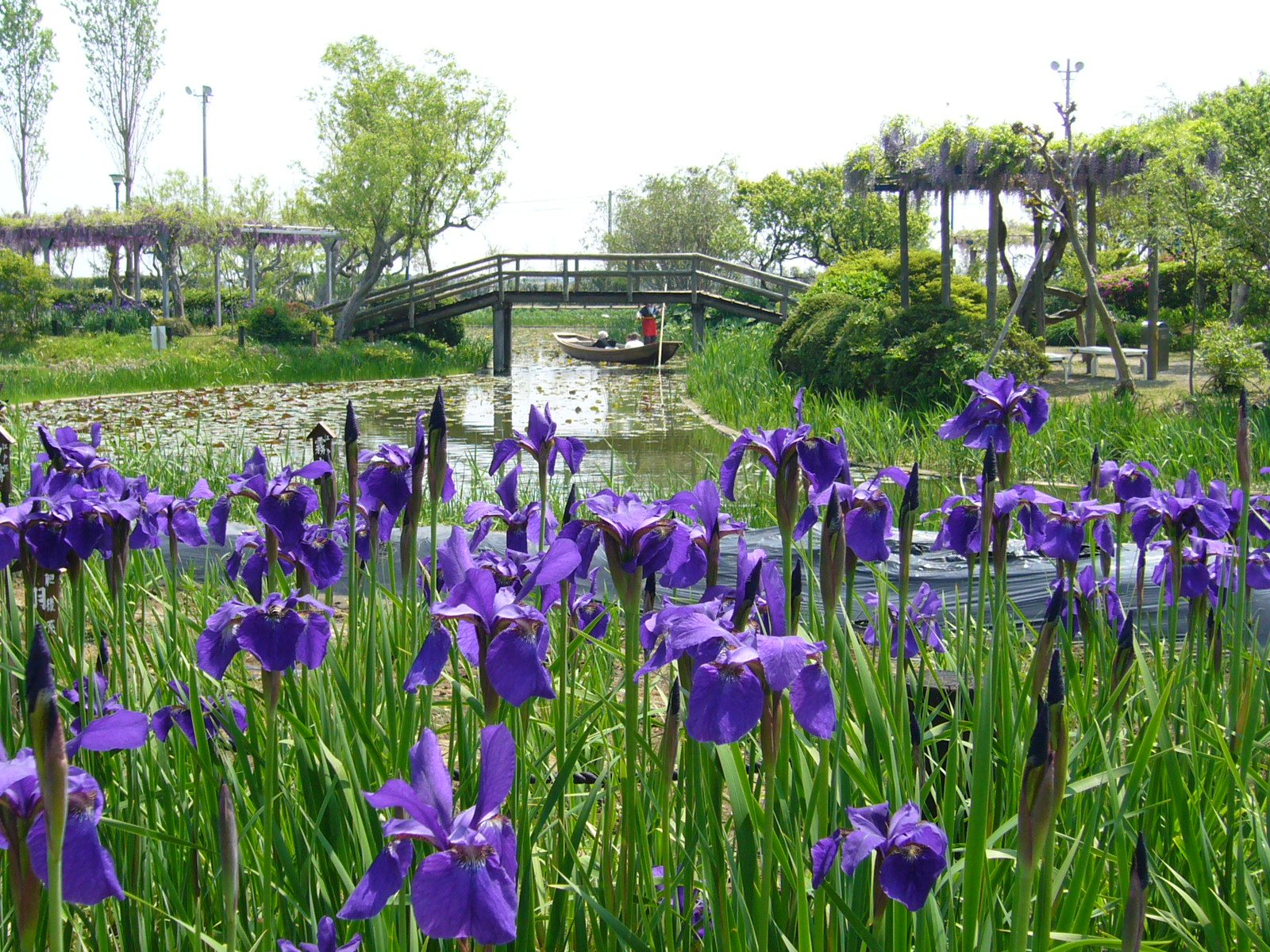
水郷佐原あやめパーク

- あやめ公園（北海道岩見沢市） ※ハナショウブ・カキツバタと混植。
- 原生花園あやめヶ原（北海道厚岸町） ※「あやめヶ原」という名前ではあるが、自生しているのは近縁種のヒオウギアヤメである。
- 長井あやめ公園（山形県長井市）
- 水郷佐原あやめパーク（千葉県香取市） ※アヤメ（5月上旬）・ハナショウブ（5月下旬）と混植。
- 櫛形山山頂（山梨県南アルプス市）
- 滝沢川河川敷公園（山梨県南アルプス市）
- 矢野温泉公園（広島県上下町） ※5月から6月下旬にかけ、ジャーマンアイリス、アヤメ、花菖蒲など300種以上。
- 戸畑あやめ公園（福岡県北九州市戸畑区） ※草丈10-15cmのトバタアヤメ[2]。

以下のあやめ園に植えられているのはハナショウブ。
- 浅舞公園（秋田県横手市平鹿町浅舞）
- 毛越寺（岩手県平泉町）
- 水郷潮来あやめ園（茨城県潮来市）
- 中沢池公園（東京都多摩市）
- あやめの里（神奈川県伊勢原市）
- いじみの公園あやめ園（新潟県新発田市）
- 龍門渕公園（長野県安曇野市明科）
- あやめ公園池（長野県木曽郡木祖村）
- 野田山アヤメ園（長野県伊那市） ※カキツバタ園

## 著名なあやめ祭り
- 長井あやめまつり
- 水郷潮来あやめまつり
- 水郷佐原あやめ祭り
- 新発田いじみのあやめ祭り

## 文様
菖蒲紋は日本では家紋や社寺の紋にも使用されている。上流公家の花山院家の家紋や三峯神社神紋、浄土真宗真宗出雲路派本山の毫摂寺の寺紋の菖蒲菱。難波神社神紋の抱き菖蒲が代表格である。

あやめびし
菖蒲菱[3]
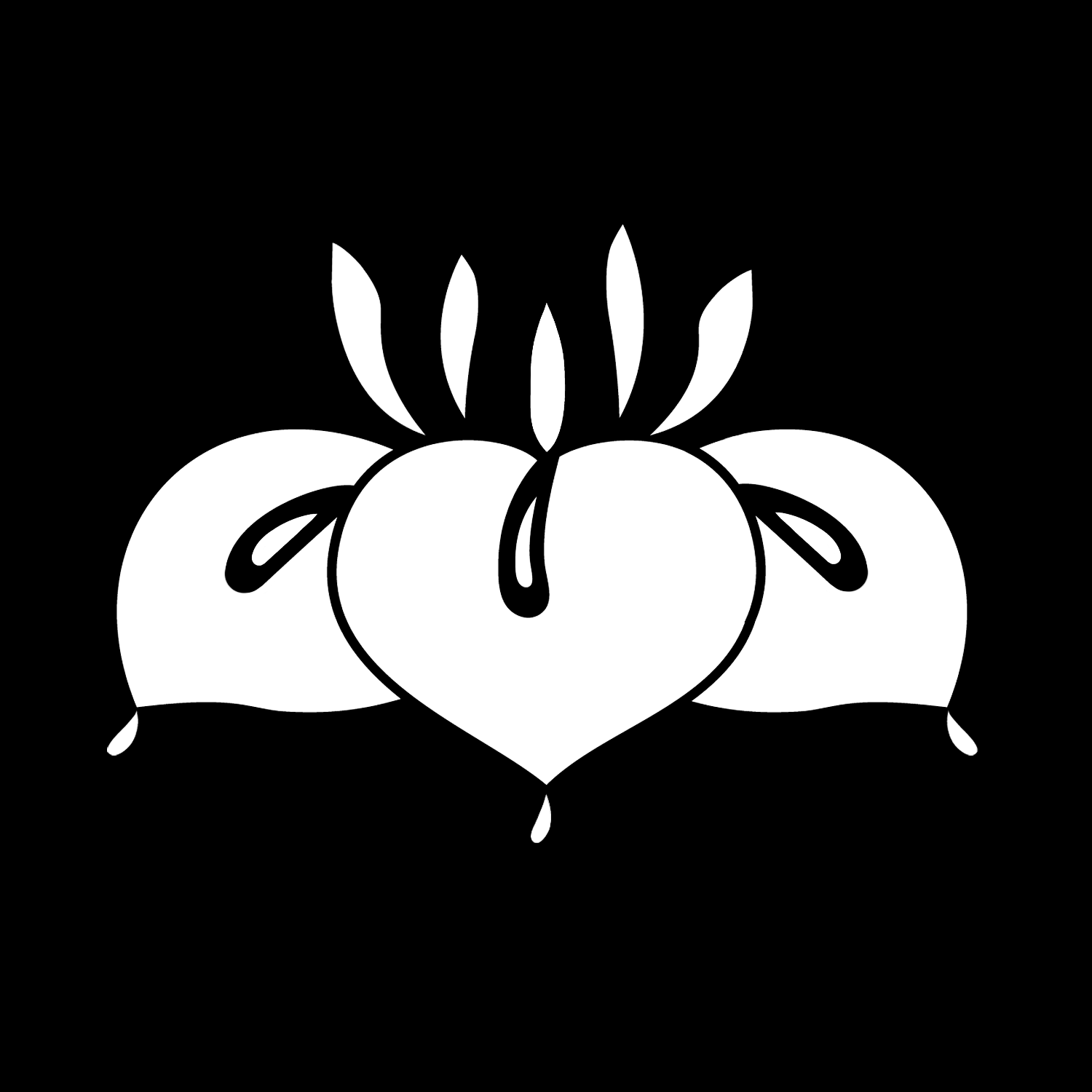
あやめのはな 菖蒲の花